# Delinquent Habits
A Delinquent Habits (úgy is ismert, mint Los Tres Delinquentes) 1991-ben alakult amerikai hiphop együttes Los Angelesből. Zenéikben az angol, spanyol és spanglish nyelveket használják.

## Diszkográfia

### Stúdióalbumok
- Delinquent Habits (1996)
- Here Come The Horns (1998)
- Merry Go Round (2000)
- Freedom Band (2003)
- Dos Mundos Dos Lenguas (2005)
- New And Improved (2006)
- The Common Man (2009)
- It Could Be Round Two (2017)

### Kislemezek
- Tres Delinquentes  (1996)
- Lower Eastside (1996)
- This Is LA (1997)
- Here Come The Horns (1998)
- Western Ways Part II (La Seleccion) (1998)
- Return Of The Tres (2001)
- Feel Good (2001)